# Вільям Брюстер (орнітолог)
Вільям Брюстер (англ. William Brewster; 1851—1919) — американський орнітолог, натураліст і захисник навколишнього середовища. Один із засновників Американського орнітологічного союзу .

## Біографія
Народився 1851 року в Массачусетсі. Мав проблеми із зором. В останньому класі школи мати змушена була зачитувати йому уроки вголос, згодом поганий зір завадив йому поступити до Гарварду. У віці приблизно 10 років подружився з Честером Даніелем Френчем, тоді теж ще хлопчиком. Його батько був мисливцем і таксидермістом, який продемонстрував юному Вільяму свої навички. Батько Брюстера подарував сину рушницю і навчив його стріляти, що дозволило добувати птахів для вивчення. До 1865 року у нього вже була колекція, що включала також гнізда і яйця пернатих. Брюстер детально записував свої спостереження, що продовжував робити до кінця життя..
З 1880 року працював асистентом, відповідальним за колекцію птахів Бостонського товариства природознавства. З 1885 року став куратором ссавців і птахів Музею порівняльної зоології у Гарвардському університеті, де пропрацював до кінця життя. Багато часу він присвячував і власному приватному орнітологічного музею. У 1896—1913 роках Брюстер був президентом Одюбоновського товариства Массачусетсу. Ця група, більш ніж половина членів якої жінки, успішно лобіювала прийняття місцевих природоохоронних законів.
Іменем Вільяма Брюстера названо меморіальну медаль (медаль Брюстера), яку присуджує Американський орнітологічний союз.

## Праці
- Bird Migration (1886)
- Birds of the Cape Regions of Lower California [Архівовано 7 березня 2016 у Wayback Machine.] (1902)
- Birds of the Cambridge Region of Massachusetts [Архівовано 10 серпня 2021 у Wayback Machine.] (1906)

Також вчений опублікував понад 300 статей.